# Martin Skoglund
John Martin Skoglund, "Doverstorparen", född 2 september 1892 i Risinge socken, Östergötlands län, död 6 december 1976 i Norrköping, kyrkobokförd i Doverstorp, Risinge, var en svensk politiker (högerman).

## Biografi
Martin Skoglund föddes i Risinge socken, Östergötland som son till hemmansägaren Karl Jonas Skoglund och dennes hustru Stina Lotta Olofsdotter. Efter att under åren 1911–1912 ha genomgått folkhögskola och lantmannaskola fick han i unga år ta över fädernegården Doverstorp. 1917 gifte han sig med lantbrukardottern Elsa Andersson med vilken han fick två barn.
1919-41 tillhörde Skoglund Risinge kommunalfullmäktige och blev snart en av de ledande männen i hemtrakten, han var 1923–1928 ordförande i fattigvårdsstyrelsen. 1928 ställde Skoglund upp som kandidat inför andrakammarvalet och invaldes under högerledaren Arvid Lindmans segerval hösten 1928 och förblev riksdagsman till 1960. Han blev snabbt en central gestalt i högerns partiorganisation och var under 20 år förste vice ordförande. 
I riksdagen profilerade sig Skoglund som högerns socialpolitiske expert och blev snabbt anlitad som en tung riksdagspolitiker med ansvar för många socialpolitiska beslut, till exempel folkpensioneringsbeslutet 1946. Andra frågor som intresserade honom var jordbruk, försvar och skatter, där det som intresserade honom mest som interpellationsärenden. Han försvarade det kommunala självstyret och var noga med återhållsamhet med skattemedel. 
Som exempel på Skoglunds argumentation kan tas ett yttrande i riksdagens första kammare den 17 januari 1947 när han kritiserade att riksdagen i stort sett var samlad under hela året. Detta var, menade han, kanske rimligt under kriget, men behövde knappast fortsätta i fredstid.  Han vädrade därför oro över att det sunda folkstyret därigenom kom att äventyras:
"Jag tror för min del, att det är till skada för riksdagen, om det intrycket kvarstår och kommer att återfinnas bland människorna, att riksdagen håller på att övergå till ett ämbetsverk och riksdagsmännen till någon sorts statsfunktionärer, vilka frikopplats från all praktisk verksamhet."
Vid riksdagen året efter, 19 januari 1948, fullföljde Skoglund kritiken, och menade att det var olyckligt med en riksdag som samlades 10 till 11 månader per år, eftersom riksdagsarbetet därmed skulle komma att kretsa kring kanslihuset och regeringen:
"För den svenska folkstyrelsens egen skull tror jag, att det vore klokt /.../ att riksdagsmännen inte försättas i ett sådant läge, att de måste bryta förbindelserna med den egna bygden."
Skoglund var högerpartiets utrikespolitiske talesman och  1940-49 vice ordförande i utrikesutskottet. Skoglund hade många riksdagsuppdrag, bland annat var han ordförande i statsutskottet 1950 till 1960 och förste vice talman i andra kammaren 1949–1958. Under åren 1935 till 1936 och från den lagtima riksdagen 1940 fram till 1949 var han högerns gruppledare i Andra kammaren.
1935 avgick Arvid Lindman som högerledare och Skoglund utsågs efter valet av professor Gösta Bagge som partiledare till förste vice ordförande i Högerns riksorganisation. Såväl 1944 som 1950 var han tilltänkt som partiordförande men ville inte komma ifråga, och Fritiof Domö respektive Jarl Hjalmarson valdes. Han avgick som vice ordförande i högerns riksorganisation 1956.
1960 pensionerade sig Skoglund från riksdagen.